# Ubensenu
Ubensenu (fl. XV secolo a.C.) è stato un principe egizio della XVIII dinastia.
Fu figlio del faraone Amenofi II. Viene menzionato, col fratello Nedjem, su una statua del funzionario Mimnose, ispettore dei costruttori, a Karnak. Morì intorno ai 10 anni.

## Mummia

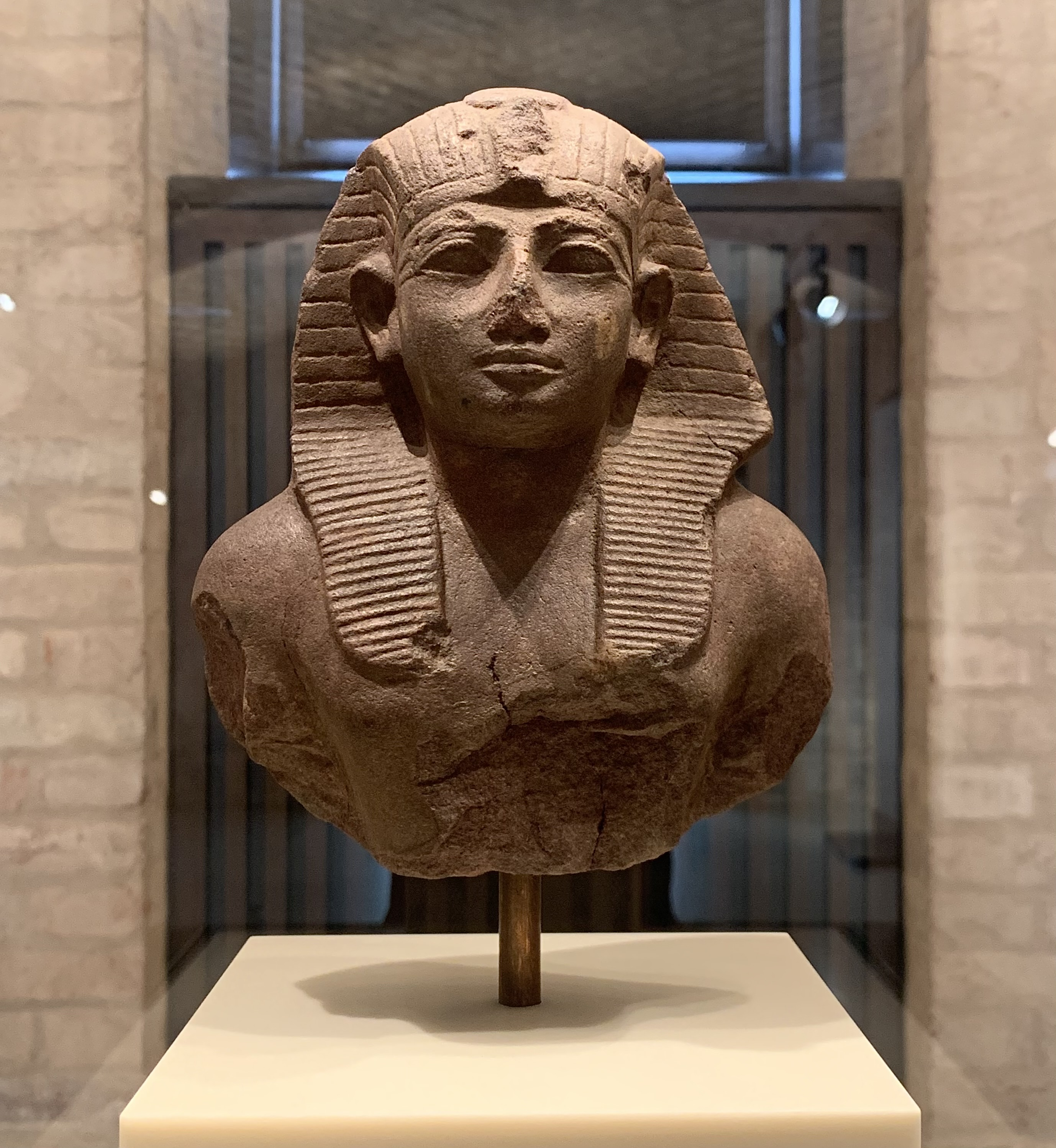
Amenofi II, padre del principe. Berlino, Neues Museum

La sua probabile mummia fu rinvenuta dall'egittologo francese Victor Loret nel marzo del 1898 nella tomba KV35, nella Valle dei Re, il cui titolare è lo stesso Amenofi II; si trova tuttora nel luogo dello scoprimento. Alla sua destra giace la mummia della grande regina Tiy, sposa di Amenofi III e madre di Akhenaton (identificata nel febbraio 2010 grazie al DNA); alla sua sinistra la mummia della cosiddetta Younger Lady, madre di Tutankhamon, probabilmente una delle figlie di Amenofi III. Tutte e tre le salme erano sbendate e gravemente danneggiate al momento della scoperta, con petto e cranio sfondati e arti mancanti.
La mummia del giovanissimo principe, della statura di 1 metro e 24 centimetri, cui l'anatomista G. Elliot Smith (che per primo la esaminò) attribuisce un'età tra i 9 e gli 11 anni, si presenta in eccellenti condizioni, fatti salvi i danni arrecati dai ladri di tombe (uno squarcio attraversa il petto). La lunga treccia di capelli sul lato della testa, propria dei bambini, è in ottime condizioni, al punto che il Dr. Elliot Smith la definì grande, lunga, ondulata e brillante.